# Gare du port de Kotka
La gare du port de Kotka (en finnois : Kotkan sataman rautatieasema) est une gare ferroviaire finlandaise située à Kotka.

## Situation ferroviaire
La gare est sur la ligne Kouvola–Port de Kotka.
Le port de Kotka est proche de la gare de Kotka, située à environ 800 mètres à l'ouest.
Le port de Kotka est un peu plus proche que la gare de Kotka du centre ville de Kotka. Son emplacement permet aux passagers d'accéder aux navires de voyageurs de la mer Baltique.

## Histoire
La halte actuelle est née d'une expérimentation estivale au début des années 1990 pour rapprocher les passagers du centre des événements lors du festival maritime annuel de Kotka. 
Elle est devenue une gare permanente en 1998 et a depuis fonctionné comme le terminus sud des trains régionaux à destination et en provenance de Kouvola et Lahti. 
En 2022, les trains régionaux desservant la ligne Kotka ont été intégrés au train de banlieue VR, appelés ligne O.
Plusieurs grands projets d'investissement public autour du port de Kotka, entre-autres, un nouveau campus de Xamk, l'Université des sciences appliquées du sud-est de la Finlande, sera construit en 2024, à moins de 500 mètres de la gare du port.
Une étude réalisée en 2020 par l'Agence des infrastructures de transport de Finlande a estimé que la l'augmentations de fréquentation pourrait justifier l'ajout d'une quai à la gare.

## Service des voyageurs

### Desserte
La gare est un terminus des trains régionaux de Lahti–Kouvola–Kotka O.